# Mir (Bielorrusia)
Mir (bielorruso: Мір; ruso: Мир; lituano: Myrius; polaco: Mir; yidis: מיר) es un asentamiento de tipo urbano de Bielorrusia perteneciente al raión de Karélichy de la provincia de Grodno.
En 2017, la localidad tenía una población de 2305 habitantes.
Se ubica a medio camino entre Karélichy y Nesvizh sobre la carretera P11. Al este del asentamiento sale la carretera P64, que lleva a Stoubtsy, ubicada a 10 km.

## Historia
Se conoce la existencia del asentamiento en documentos desde 1395, cuando fue destruido por las tropas de la Orden Teutónica bajo la dirección de Konrad von Jungingen. Tras este ataque, el gran duque Vitautas cedió Mir a su hermano Segismundo; en 1434, siendo ya Segismundo gran duque, entregó Mir a Petras Gedgaudas. En 1486 fue adquirido el señorío por la familia noble Iljiničiai, que fortificó el asentamiento. En 1569, el señorío pasó a pertenecer a los Radziwiłł. En 1579, Esteban I Báthory concedió a la localidad parte del Derecho de Magdeburgo, y en los dos siglos siguientes Mir fue una de las principales ciudades de la zona.
En la partición de 1795, pasó a formar parte del Imperio ruso, que redujo el estatus del asentamiento al de un miasteczko, en el uyezd de Novogrúdok de la gobernación de Minsk. En 1828, el señorío pasó a pertenecer a la rama rusa de la casa noble Sayn-Wittgenstein, hasta que en 1891 pasó a depender de los Svyatopolk-Mirsky. En 1921 pasó a formar parte de la Segunda República Polaca y en 1939 a la RSS de Bielorrusia, donde fue capital distrital desde 1940 hasta 1956. Desde 1956 está clasificado como asentamiento de tipo urbano. El asentamiento se hizo famoso en el año 2000, cuando su castillo-palacio de origen medieval-renacentista fue declarado Patrimonio de la Humanidad por la Unesco, siendo el primer monumento cultural que recibió ese título en Bielorrusia.

## Patrimonio
- Palacio de Mir
- Iglesia de San Nicolás (Mir)

## Cultura
El pueblo es conocido por haber sido desde su origen medieval hasta la Segunda Guerra Mundial un centro multicultural, en el que convivía una mayoría de judíos formando un shtetl con minorías de tártaros de Lipka, gitanos, polacos, lituanos y rutenos (bielorrusos). Los judíos y gitanos se dedicaban principalmente al comercio, siendo los gitanos especialmente conocidos como comerciantes de caballos; el resto de la población solía dedicarse a la agricultura y a la artesanía. A principios del siglo XIX, los judíos fundaron aquí la Yeshivá Mir, uno de los más importantes centros de estudio judíos de Europa Oriental. La localidad es también conocida por ser el lugar de nacimiento de Zalman Shazar, uno de los fundadores del actual Israel. En 1942, los invasores alemanes asesinaron a unas tres mil personas en Mir; la mayoría de las víctimas eran judíos y gitanos.